# MSF-klassen
MSF-klassen (Mindre standardfartøj) er en klasse af minerydningsdroner der hører under Søværnet. Dronerne kan operere fjernstyret fra en moderenhed, typisk en enhed af Flyvefisken-klassen udrustet til MCM eller af en besætning på tre mand. Under en minerydning vil en drone typiske være fjernstyret og kan dermed gå ind i et minefelt uden at udsætte besætningen for fare. Dronerne er desuden udrustet med en "Side scan sonar", der gør sonaroperatøren på moderskibet i stand til at se objekter på bunden meget tydeligt. En enhed blev overført til den svenske flåde på forsøgsbasis efter et droneprojekt kaldet SAM II blev aflyst. Dette fartøj blev solgt på auktion i 2015.

## Skibe i klassen
| Pnt.    | Navn    | Kølen lagt | Søsat   | Indgået | Navngivet af | Skæbne                                        | Kaldesignal |
| Danmark | Danmark | Danmark    | Danmark | Danmark | Danmark      | Danmark                                       | Danmark     |
| ------- | ------- | ---------- | ------- | ------- | ------------ | --------------------------------------------- | ----------- |
| MSF1    | -       | -          | 1997    | 1998    | -            | I tjeneste                                    | OVDW        |
| MSF2    | -       | -          | -       | 1998    | -            | I tjeneste                                    | OVDX        |
| MSF3    | -       | -          | -       | 1999    | -            | I tjeneste                                    | OVDY        |
| MSF4    | -       | -          | -       | 1999    | -            | I tjeneste                                    | OVDZ        |
| Sverige |         |            |         |         |              |                                               |             |
| MRF01   | Sökaren | -          | -       | 1999    | -            | Udgået i 2015, efterfølgende solgt på auktion | -           |